# Reload
Reload je studiové album velšského zpěváka Toma Jonese. Vydala jej v září roku 1999 hudební vydavatelství Gut Records a V2 Records. Album obsahuje celkem sedmnáct písní, z toho patnáct coververzí, jednu nově nahranou vlastní píseň z roku 1968 („Looking Out My Window“) a také jednu zcela novou píseň („Sex Bomb“). Jones slavil po několika letech s tímto albem velký úspěch, například se umístilo na přívní příčce britské hitparády. Velký úspěch měl rovněž hlavní singl z alba, píseň „Sexbomb“. Ve Spojeném království, ale i dalších zemích bylo album oceněno platinovou deskou. Nahrávka obsahuje duety s jinými umělci, včetně řady dalších Velšanů (Cerys Matthews, James Dean Bradfield, Stereophonics), ale i s mnoha dalšími hudebníky z jiných zemí (Van Morrison, Robbie Williams, Simply Red).

## Seznam skladeb
1. „Burning Down the House“ – 3:39
2. „Mama Told Me Not to Come“ – 3:00
3. „Are You Gonna Go My Way“ – 3:27
4. „All Mine“ – 3:59
5. „Sunny Afternoon“ – 3:26
6. „I'm Left, You're Right, She's Gone“ – 3:40
7. „Sexbomb“ – 3:31
8. „You Need Love Like I Do“ – 3:49
9. „Looking Out of My Window“ – 3:19
10. „Sometimes We Cry“ – 5:00
11. „Lust for Life“ – 3:42
12. „Little Green Bag“ – 3:49
13. „Ain't That a Lot of Love“ – 2:42
14. „She Drives Me Crazy“ – 3:35
15. „Never Tear Us Apart“ – 3:08
16. „Baby, It's Cold Outside“ – 3:41
17. „Motherless Child“ – 5:09